# Меденін
Меденін (араб. مدنين) — місто на південному сході Тунісу, центр однойменного вілаєту. Населення — 61 705 чол. (2004).